# Dubai Desert Classic 2010
De Dubai Desert Classic 2010 - officieel de Omega Dubai Desert Classic 2010 - was een golftoernooi, dat liep van 4 tot en met 7 februari 2010 en werd gespeeld op de Emirates Golf Club in Dubai. Het toernooi maakte deel uit van de Europese PGA Tour 2010 en het totale prijzengeld bedroeg € 1.930.000.
Titelverdediger was Rory McIlroy die vorig jaar, in 2009, het toernooi won met 19 slagen onder par.

## Verslag
Derksen speelde woensdagmiddag in de Pro-Am voor het Omega team.

#### Ronde 1
Er wordt vanaf 7:15 uur lokale tijd gestart (5:15 Nederlandse tijd). Maarten Lafeber speelt met David Dixon en José-Filipe Lima om 7:25, Nicolas Colsaerts zit in de laatste ochtendflight en speelt met Scott Hend en Jyoti Randhawa, Joost Luiten speelt met Gary Orr en Fabrizio Zanotti om 8:45 uur. Robert-Jan Derksen speelt met Kenneth Ferrie en Felipe Aguilar aan het begin van de middagronde.

10:00 uur: Lafeber eindigde helaas met een dubbel-bogey waardoor zijn score van -1 naar +1 ging. Hierdoor zakte hij van een voorlopig 7de plaats naar de 42ste plaats. Colsaerts staat na 15 holes ook op +1.

13:45 uur: De Nederlanders zijn binnen, Derksen en Lafeber staan op de 56ste plaats met +1, Luiten op de 82ste plaats met +3. Colsaerts heeft level par gemaakt en staat gedeeld 32ste. Aan de leiding staan Alexander Norén, Charl Schwartzel, Rory McIlroy en Jeev Milkha Singh, allen op -4, maar Singh moet nog vier holes spelen.
16:00 uur: De eindstand van de eerste ronde toont zes leiders op -4: Stephen Dodd, Rory McIlroy, Edoardo Molinari, Alexander Norén, Charl Schwartzel en Jeev Milkha Singh. Daarna volgen vijf spelers op -3, waaronder de 16-jarige amateur Matteo Manassero, die al maandenlang de nummer 1 van de wereldranglijst is.

#### Ronde 2
13:00 uur: Colsaerts en Luiten staan op +5 en moeten nog drie birdies maken om de cut, die op +2 staat, te halen. Derksen en Lafeber mogen het weekend verder spelen. Beiden hebben een tweede ronde van -1 gemaakt. Aan de leiding staan voorlopig twee spelers op -7: Miguel Angel Jiménez en Stephen Dodd, gevolgd door zes spelers met -6, van wie Charl Schwartzel en Lee Westwood nog in de baan zijn.

16:00 uur: Thongchai Jaidee heeft drie birdies in de laatste zes holes gemaakt en staat nu alleen aan de leiding met -8. Tom Watson maakte 73-70 en haalde dus de cut. Mark O'Meara, de andere senior-deelnemer, doet dit weekend niet meer mee. Colsaerts en Luiten zijn op +4 geëindigd, en spelen ook niet in het weekend.

#### Ronde 3
10:30 uur: de leiders zijn net gestart, Derksen maakte -1, Lafeber -2, hij steigt daarmee enkele plaatsen.

16:00 uur: er zijn vier leiders op -11: Thongchai Jaidee, Miguel Angel Jiménez, Alvaro Quiros en Lee Westwood.
Lafeber staat net als Tom Watson en zeven anderen op -2, maar hij speelt morgen met Grégory Bourdy.

#### Ronde 4
10:00 uur: Derksen speelde met Shiv Kapur, die in de top 15 van de Race To Dubai staat. Beiden scoorden +2 en zakten een paar plaatsen. Lafeber is nog in de baan, en staat na 13 holes ook op +2.
11:30 uur: Lafeber heeft de laatste negen holes vijf slagen verloren en heeft 78 gemaakt. Daarmee is hij naar de 60ste plaats gezakt. Henrik Stenson, Bourdy en Tom Watson, die op gelijke stand met Lafeber aan de laatste ronde begonnen, maakten -4 en staan samen voorlopig op de 7de plaats.

14:00 uur: Het toernooi eindigt met een sudden death play-off tussen Jiménez en Westwood. Beiden hebben een vierde ronde van 72 gemaakt en zijn dus op -11 blijven staan. De play-off wordt op de 18de hole gespeeld, een par-5 met water voor de green. Lee Westwood slaat verder dan Jiménez, en kan in twee slagen de green halen. De eerste keer dat zij de extra hole spelen, mist Westwood de green links en maken beiden een par. De tweede keer dat ze de hole spelen, mist Jiménez zijn afslag, die in dikke rough komt. Hij slaat hem eruit maar er blijft 180 meter naar de vlag over. Zijn derde slag vindt de bunker achter de green, maar hij maakt een par. Westwoods tweede slag gaat over de green. Zijn chip terug is te kort en hij mist de birdie. Dan wordt de play-off verplaatst naar hole 9, een par-4 van 423 meter. Beide spelers missen met hun tweede slag de green, en Westwood mist zijn putt voor par. Jiménez wint met een par.
Volledige uitslag

## Eindstand
|    | Naam                 | Score                 |
| -- | -------------------- | --------------------- |
| 1  | Miguel Angel Jiménez | 70-67-68-72=277 (-11) |
| 2  | Lee Westwood         | 72-65-68-72=277 (-11) |
| 3  | Thongchai Jaidee     | 70-66-69-73=278 (-10) |
| 4  | Edoardo Molinari     | 68-70-70-71=279 (-9)  |
| 4  | Martin Kaymer        | 71-70-68-70=279 (-9)  |
| 6  | Rory McIlroy         | 68-70-69-73=280 (-8)  |
| 6  | Alvaro Quiros        | 69-69-67-75=280 (-8)  |
| 8  | Tom Watson           | 73-70-71-68=282 (-6)  |
| 8  | Grégory Bourdy       | 74-70-70-68=282 (-6)  |
| 8  | Henrik Stenson       | 76-69-69-68=282 (-6)  |
| 51 | Robert-Jan Derksen   | 74-71-71-74=290 (+2)  |
| 60 | Maarten Lafeber      | 73-71-70-78=292 (+4)  |
| 78 | Nicolas Colsaerts    | 72-76=148 (+4) MC     |
| 78 | Joost Luiten         | 75-73=148 (+4) MC     |

## De spelers
| - Felipe Aguilar - Thomas Aiken - Arjun Atwal - Ross Bain - Seve Benson - John Bickerton - Thomas Bjørn (2001) - Richard Bland - Grégory Bourdy - Paul Broadhurst - Mark Brown - Rafael Cabrera Bello - Michael Campbell - Ariel Cañete - Paul Casey - Christian Cévaër - S S P Chowrasia - Darren Clarke - Nicolas Colsaerts - Erik Compton - Stephen Deane - François Delamontagne - Robert-Jan Derksen (2003) - David Dixon - Stephen Dodd - Jamie Donaldson - Nick Dougherty - Bradley Dredge - David Drysdale - Simon Dyson - Rafa Echenique - Johan Edfors - Martin Erlandsson - Niclas Fasth | - Gonzalo Fz-Castaño - Kenneth Ferrie - Darren Fichardt - Richard Finch - Oliver Fisher - Ross Fisher - Alastair Forsyth - Mark Foster - Marcus Fraser - Stephen Gallacher - Ignacio Garrido - Ricardo González - Tano Goya - Richard Green (1997) - Todd Hamilton - Anders Hansen - Søren Hansen - Peter Hanson - Grégory Havret - Peter Hedblom - Scott Hend - Oskar Henningsson - Michael Hoey - David Horsey - David Howell (1999) - Jeppe Huldahl - Mikko Ilonen - Raphaël Jacquelin - Thongchai Jaidee - Miguel Angel Jiménez - Michael Jonzon - Anthony Kang - Shiv Kapur - Robert Karlsson | - Martin Kaymer - James Kingston - Søren Kjeldsen - Maarten Lafeber - Anirban Lahiri - Barry Lane - José Manuel Lara - Pablo Larrazábal - Paul Lawrie - Peter Lawrie - Danny Lee - Thomas Levet - José-Filipe Lima - Sam Little - Gary Lockerbie - Michaël Lorenzo-Vera - Shane Lowry - Jean-François Lucquin - Joost Luiten - Mikael Lundberg - David Lynn - Matteo Manassero (AM) - Prayad Marksaeng - Pablo Martín - Gareth Maybin - Graeme McDowell - Ross McGowan - Damien McGrane - Rory McIlroy (2009) - Shaun Micheel - Miki Mirza (AM) - Edoardo Molinari - Francesco Molinari - Colin Montgomerie (1996) | - Christian Nilsson - Seung-yul Noh - Alexander Norén - Mark O'Meara {2004) - Louis Oosthuizen - Gary Orr - Hennie Otto - Phillip Price - Alvaro Quiros - Richie Ramsay - Jyoti Randhawa - Robert Rock - Brett Rumford - Charl Schwartzel - Marcel Siem - Jeev Milkha Singh - Henrik Stenson (2007) - Graeme Storm - Scott Strange - Daniel Vancsik - Anthony Wall - Paul Waring - Marc Warren - Tom Watson - Steve Webster - Wayne Westner - Lee Westwood - Danny Willett - Oliver Wilson - Chris Wood - Fabrizio Zanotti |

### Aantekeningen
- Stephen Deane en Mika Mirza kwalificeerden zich via een kwalificatietoernooi. Deane is pro op de Emirates Club. Mirza moest een play-off winnen om te mogen meedoen. Ross Bain woont in Dubai, en mag al jaren in Dubai en Qatar meedoen.

- Erik Compton, die speciaal voor het toernooi een uitnodiging ontving, is de enige tourspeler die een harttransplantatie heeft gehad.

- Voor Nicolas Colsaerts is dit het eerste toernooi van dit seizoen op de Tour.